# 2020年越南水災
2020年越南水災是指2020年10月發生在越南中部以及柬埔寨的洪災。受洪水波及的地區有承天順化省、河靜市、廣平省和广治市社。

## 历史
此次洪災主要是由季风引發，並在热带气旋的影響下而加剧。10月10日至13日，熱帶風暴蓮花登陸越南中部，造成90人遇難。10月14日至16日，熱帶風暴浪卡來襲，造成4人死亡，数千人流离失所。10月17日，热带低压Ofel又來到越南北部和中部。截至10月23日，此次洪災已造成117人死亡，21人失踪。